# Интерактивна реклама
Интерактивната реклама използва онлайн интерактивни медии или офлайн интерактивна среда, за да общува с потребителите и за да насърчи техния интерес към продукти, брандове, услуги, към съобщения за обществена служба, към корпоративни или политически групи.
В първия брой на списанието на Interactive Advertising, редакторите Ли и Лекенби (2000) определят интерактивната реклама като „платено и неплатено представяне и популяризиране на продукти, услуги и идеи от идентифициран спонсор чрез опосредстващи методи, включващи взаимодействието между потребители и производители“. Тя най-често се извършва по Интернет, често използвайки рекламен сървър, който може да осигури разнообразие на интерактивни рекламни единици.

## Цели на интерактивната реклама
Целите на интерактивната реклама обикновено са близки до традиционните цели на рекламата, т.е. да продаде един продукт. Това от своя страна означава, че много от традиционните елементи на въздействието и ефективността на рекламата, остават в сила, дори и в рамките на обхвата на интерактивни медии. Въпреки това, според вестник на Interactive Advertising 2001, интерактивна реклама също има някои свойства, които разширяват обхвата на потенциалните цели, и че подобрява ефективността на рекламата. Интерактивната реклама също има потенциал да намали загубите свързани със слабо координирани реклами, да се намалят трудностите, често срещани в комуникация, рекламно послание и да помогне за преодоляване на нови препятствия и продукти, които потребителят е отхвърлил.

## Елементи на интерактивната реклама
Има много различни аспекти на интерактивната реклама, включително различни методи и видове. Използването на много различни видове познавателни инструменти и рекламни презентации, организациите могат да подобрят въздействието на кампаниите си с този тип реклама. Според Торсън (1996), всички реклами могат да бъдат класифицирани в една от пет основни категории, включително: продукт / услуга, публично съобщение, въпрос, корпоративна и политическа.

## Генерирани / контролирани аспекти от потребителя
Функциите, Интернет мотивите и режимите са основните фактори за потребителски контролирани аспекти. В действителност, редица изследователи и практици твърдят, че потребителите имат по-голям контрол в интернет, отколкото рекламодателите (Roehm и Haugtvedt, 1999). Някои са отишли толкова далеч, като твърдят, че интерактивен маркетинг и рекламни техники няма да работят, освен ако практикуващите „стъпка в обувките“ се доближава до Интернет от гледна точка на потребителя (Cross & Smith, 1997).

## Контролирани аспекти от рекламодателя
Различни аспекти на интернет рекламата са под контрола на рекламодателя. Повечето от тези променливи включват структурни елементи, като рекламни видове, формати и функции. Това не означава, че потребителите никога не контролират структурата на интерактивните реклами. Банер реклами, спонсорство, хипервръзки и non-carrier сайтовете са примери за контролирана от рекламодателя интерактивна реклама.